# DEUX (音楽グループ)
DEUX（デュース、듀스）は、韓国で活動した男性ヒップホップデュオである。

## メンバー
- イ・ヒョンド (이현도)
- 1972年9月5日（52歳）メインボーカル、ラップ、作詞、作曲担当
- キム・ソンジェ (김성재)
- 1972年4月18日 - 1995年11月20日（23歳没）リーダー、リードボーカル、ラップ、振付担当
- 1995年11月20日、ソロデビュー曲「말하챠면（言ってみれば）」の初ステージ披露の翌日に宿泊先でのホテルで死亡した状態で発見された。遺体の腕には28箇所の注射痕があり、司法解剖の結果、動物麻酔剤が検出された。当時の韓国で絶大な人気を誇った人物であった為に、彼の死は社会に大きな影響を与えた。当時の恋人であった女性が殺人の疑いで起訴されるが、最高裁判所での判決は無罪とされた。後にテレビ放送で彼の死の真相に迫る番組が制作されたが放送禁止要請が受け入れられた為に放送されることは無かった。現在でも彼の死は不審死の未解決事件とされている。

## 概要
高校時代からの友人で、ヒョン・ジニョンとワワのバックダンサーをしていたイ・ヒョンドとキム・ソンジェが結成したヒップホップデュオ。
1992年より放送活動をしていたが、1993年4月に正規1集「DEUX」を発売し正式にデビューした。

イ・ヒョンドが大半の楽曲を作詞・作曲・編曲し、キム・ソンジェがチームのダンスとスタイリングを担当した。当時韓国では見られなかった韻を踏んだラップ、ビートボックス、DJスクラッチ、B-Boy、アルバムジャケットデザインに使用したグラフィティなどヒップホップの要素を使い、絶大な人気を博し、後年まで続く韓国歌謡界におけるヒップホップとダンスのブームの流れをつけたと言われている。
しかし正規3集「Force Deux」を発表した1995年に突然解散を宣言。1995年7月をもって解散。

同年11月にキム・ソンジェがソウルのホテルの一室で不審な死を遂げた。
ソロとなったイ・ヒョンドは1996年、「D.O」名義で1集「DO IT」を発売。

1997年、ヤン・ヒョンソクとの共同プロデュースによるJINUSEANの1集「Gasoline」が発売された。
2013年、DEUXデビュー20周年を記念したトリビュートアルバムが発売された。

同年、イ・ヒョンドのプロデュースによるMYNAMEのシングル「Day by Day」がコラボ名義で発売された。
2025年、ヒット曲「사랑, 두려움（Love, Afraid）」がMADEINによりカバーされた。

## ディスコグラフィー
|                | タイトル                | 発売年         |
| -------------- | ----------------------- | -------------- |
| 正規1集        | DEUX                    | 1993年4月23日  |
| 正規2集        | Deuxism                 | 1993年12月13日 |
| 正規2.5集      | RHYTHM LIGHT BEAT BLACK | 1994年9月9日   |
| 正規3集        | Force Deux              | 1995年 4月13日 |
| ライブアルバム | LIVE 199507151617       | 1995年         |
| ベストアルバム | BEST                    | 1996年         |
| ベストアルバム | DEUX FOREVER            | 1997年         |

## 受賞歴

### 歌謡プログラム 1位
| 年度   | 受賞歴 |
| ------ | --- |
| 1994年 | - 俺たちは(우리는) - 5月22日 SBS TV歌謡20 1位 - 5月29日 SBS TV歌謡20 1位                                                                  |
| 1995年 | - 束縛を逃れて(굴레를 벗어나) - 6月11日 SBS TV歌謡20 1位 - 6月18日 SBS TV歌謡20 1位 - 6月25日 SBS TV歌謡20 1位 - 7月16日 SBS TV歌謡20 1位 |